# Palolo (Hawái)
Palolo es un área no incorporada ubicada en el condado de Honolulu en el estado estadounidense de Hawái.

## Geografía
Palolo se encuentra ubicado en las coordenadas 21°18′4″N 157°47′30″O / 21.30111, -157.79167.